# György Ligeti

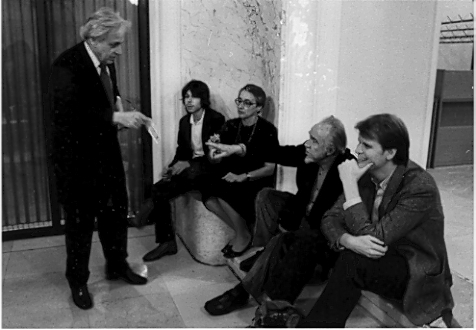
György Ligeti (links)

György Sándor Ligeti [ɟ͡ʝørɟ͡ʝ ˈʃaːndor ˈligɛti] (Diciosânmartin (Hongaars: Dicsőszentmárton), Roemenië, 28 mei 1923 - Wenen, 12 juni 2006) was een Hongaars-Oostenrijks componist. Geboren in Roemenië vestigde hij zich als componist in Hongarije, maar vluchtte daarvandaan na de Hongaarse Opstand van 1956.
Ligeti was een van de toonaangevende figuren van de Europese avant-garde, bijvoorbeeld door het stuk Poème Symphonique uit 1962. Als resultaat van zijn studie van de seriële muziek ontwikkelde Ligeti de zogenaamde "klankvlakkencompositie" en de "micropolyfonie", een componeertechniek die bestaat in het creëren van dichte, microtonale klanktexturen.
Hij componeerde in verschillende stijlen en muzieksoorten, waaronder kamermuziek, opera en elektronische muziek. Ligeti is de auteur van de opera Le grand Macabre. Sommige van zijn muziekstukken werden gebruikt als filmmuziek, onder andere door Stanley Kubrick voor diens '2001: A Space Odyssey' (1968), 'Eyes Wide Shut' (1999) en 'The Shining' (1980).

## Roemenië
Ligeti werd geboren in een kleine provinciestad in Transsylvanië, in een gebied dat bij het Verdrag van Trianon, na de Eerste Wereldoorlog, bij Roemenië was gevoegd. De bevolking was echter overwegend Hongaars. Zijn Hongaars-sprekende ouders behoorden tot de kleine joodse gemeenschap in het stadje. György Ligeti kreeg zijn eerste piano-onderricht op dertienjarige leeftijd. Een jaar later voltooide hij zijn eerste kleine composities, in de stijl van Edvard Grieg. In 1941 verhuisde Ligeti met zijn ouders naar Cluj, waar hij zich inschreef aan het conservatorium om er muziektheorie en orgel te studeren bij de componist Ferenc Farkas. In 1943 kwam een abrupt einde aan Ligeti's studie. De jonge joodse componist werd opgepakt en naar een werkkamp gestuurd. Hij overleefde, maar zijn vader en broer niet: de nazi's vermoordden bijna zijn hele familie. Zijn moeder en hijzelf waren de enige overlevenden.

## Hongarije
Na de oorlog zette Ligeti in 1945 zijn muziekopleiding voort aan de Ferenc Liszt-Akademie voor muziek van Boedapest waar hij muziektheorie en compositie volgde bij Ferenc Farkas, Pál Járdányi en Sándor Veress.
Na zijn afstuderen in 1949 deed Ligeti een jaar lang onderzoek naar Roemeense volksmuziek. In het communistische Hongarije van na de Tweede Wereldoorlog stuitte Ligeti op veel tegenwerking van de autoriteiten. Ligeti's vroege composities, die vaak vergeleken worden met die van Béla Bartók, brachten hem geregeld in aanvaring met het communistische regime. Zo werd het tiende deel van zijn pianowerk 'Musica Ricercata' verboden omdat het 'te decadent' zou zijn. In 1950 werd Ligeti benoemd tot docent muziektheorie aan het conservatorium van Boedapest. Hij bekleedde dit ambt tot zijn vlucht uit Hongarije naar aanleiding van de Hongaarse Opstand van 1956.

## Avant-garde
In december 1956, twee maanden na de op bloedige wijze door het Sovjetleger neergeslagen revolte in Hongarije, vluchtte Ligeti. Het leven en werk van de Hongaarse componist stond lange tijd bloot aan onderdrukking en censuur. Na zijn vlucht uit het communistische Hongarije in 1956 groeide hij desondanks uit tot een gevierd en vooruitstrevend componist, met grote invloed op de hedendaagse muziek. Hij woonde tot zijn dood afwisselend in Oostenrijk en Duitsland en kreeg ook het Oostenrijkse staatsburgerschap.
Voor de spectaculaire ontwikkeling van Ligeti's componeren na 1956 is zijn kennismaking met het werk van Pierre Boulez en Karlheinz Stockhausen in Darmstadt en Keulen van de grootste betekenis geweest. Ligeti vertrok op uitnodiging van Stockhausen naar Keulen, waar hij als freelance medewerker verbonden was aan de studio voor elektronische muziek van de WDR en toenadering zocht tot de groep avantgarde-componisten rond Pierre Boulez, Luigi Nono, Mauricio Kagel en Karlheinz Stockhausen. Anders dan Boulez en Stockhausen heeft Ligeti zich echter nooit op theoretische beginselverklaringen vastgelegd; veeleer was hij geneigd elk bestaand componeersysteem in twijfel te trekken, om daaruit alleen het voor hem zelf bruikbare te behouden. Zodoende heeft zijn muziek vaak nieuwe impulsen gegeven aan het compositorische denken van zijn tijd.
Met het orkestrale werk Apparitions brak hij in 1959 door als componist. In de periode van 1959 tot 1969 verbleef Ligeti hoofdzakelijk te Wenen. Daarnaast gaf hij les bij de Darmstädter Ferienkurse für Neue Musik en was hij als gastdocent compositie verbonden aan het conservatorium van Stockholm. Van 1969 tot 1973 hield Ligeti, die zich ook verdienstelijk maakte als muziektheoreticus en -analyticus, zich voornamelijk op te Berlijn. Sinds 1973 woonde hij in Hamburg waar hij tot 1989 compositieles gaf aan de Staatliche Musikhochschule.
Zijn compositie 'Atmosphères' uit 1961 werd een van zijn bekendste werken. Het werk kent bijna geen toonsoort, melodie of ritme, maar draait om klankkleur. Ook zijn Requiem (1965) is daarop gebaseerd. Vanaf de jaren zeventig speelde melodie een belangrijkere rol in Ligeti's werk. Hij verwierf faam met zijn opera Le Grand Macabre (1978).
Ligeti ontving talloze bekroningen, waaronder in 1990 de Grote Oostenrijkse Staatsprijs en in 1993 de Ernst von Siemens Muziekprijs. In 2004 kreeg Ligeti de Zweedse prestigieuze Polar Music prijs. György Ligeti is op 12 juni 2006 na een lange strijd tegen ziekte op 83-jarige leeftijd overleden in Wenen. Hij liet zijn vrouw Vera en zoon Lukas (eveneens componist) achter.

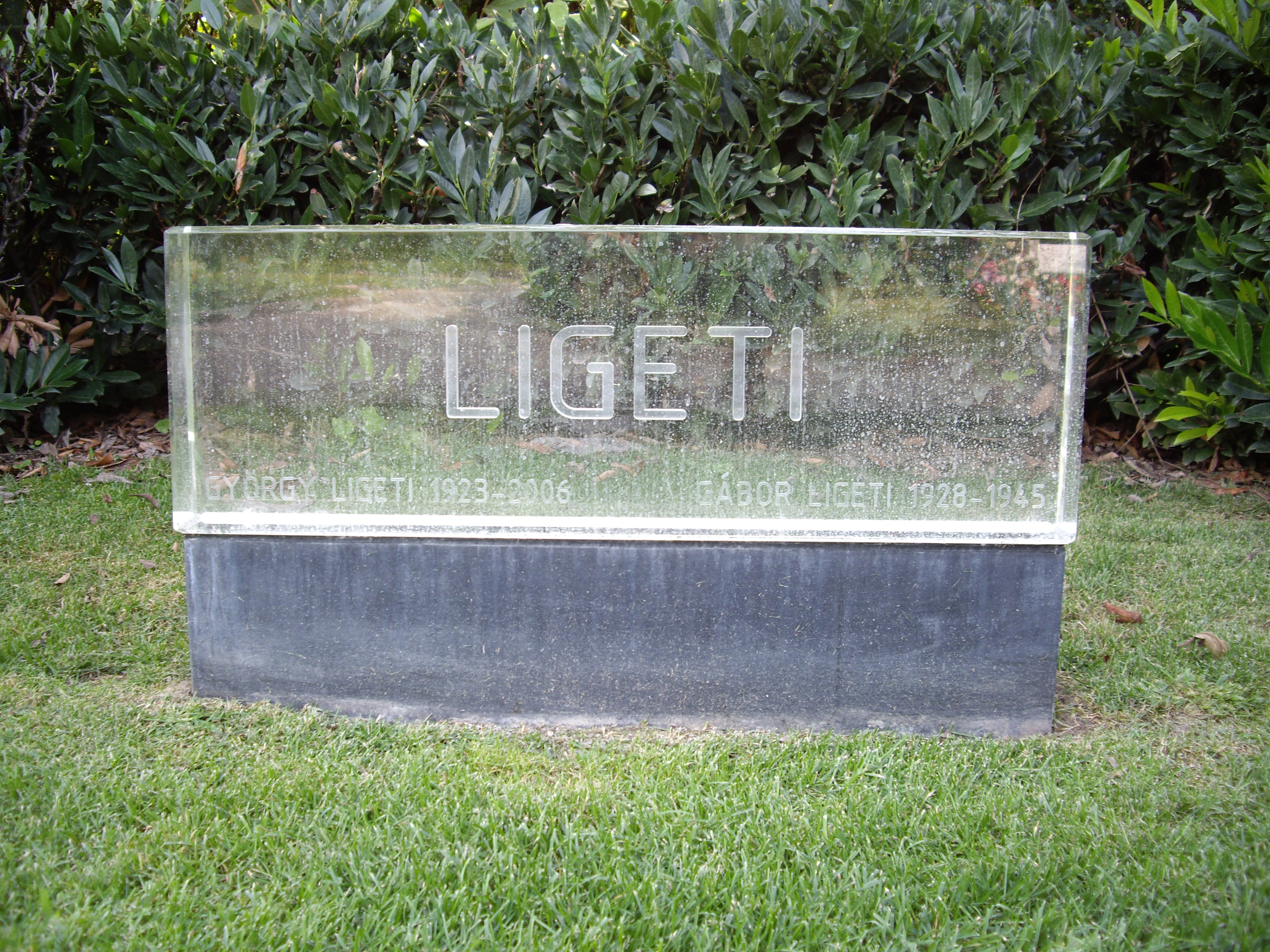
Het graf van Ligeti op het Zentralfriedhof Wenen in 2012

## Stijl
Hoewel elk stuk van Ligeti in principe een eigen probleem stelt, wordt doorgaans een aantal idiomatische kenmerken met zijn naam in verband gebracht dat zich vooral in de jaren zestig deed gelden. Het belangrijkste daarvan is de zogenaamde micropolyfonie: dichte klankweefsels waarin de constituerende stemmen hun individualiteit verliezen (bijvoorbeeld Atmosphères, voor orkest, 1961).
Mede onder invloed van de ontwikkelingen op het gebied van de elektronische synthese verruimde Ligeti de mogelijkheden van de vocale en instrumentale muziek en ontwikkelde hij akoestisch voortgebrachte ruisklanken die in grafische partituren werden vastgelegd (Volumina, voor orgel, 1961–1964).
Hij hield zich daarnaast bezig met theater, waarin muziek, spraak en beweging gelijkwaardige parameters vormen (Aventures, 1962; Nouvelles Aventures, 1962–1965).
Ligeti's latere ontwikkeling toont een steeds grotere stilistische diversiteit, waarbij reeds bestaande kaders niet geschuwd worden. Zo wijst zijn opera Le grand macabre (première 1978, tekst naar Michel de Ghelderode), over de theatrale experimenten uit de jaren zestig heen, terug naar de traditie. Hetzelfde geldt voor het Trio voor hoorn, viool en piano (1983), dat niet alleen door de bezetting, maar ook door de ritmische complexiteit en het gebruik van typische doorwerkingstechnieken aansluit bij Brahms, overigens zonder diens werk juist te citeren.
Daarnaast haalde hij ook folkloristische en populaire stijlen aan (Hungarian rock, 1978). In geen van deze gevallen is er sprake van een nostalgisch terugblikken, noch van een moedwillig populariseren. Herkenbare elementen worden niet als zodanig geëvoceerd, maar fungeren slechts als compositorisch vertrekpunt.

## Composities
- Induló - Mars (piano vierhandig) - 1942
- Polifón etüd - Polyphone Étude (piano vierhandig) - 1943
- Allegro (piano vierhandig) - 1943
- Capriccio nº 1 & nº 2 (piano) - 1947
- Inventie (piano) - 1948
- Három lakodalmi tánc - Drie bruiloftsdansen (piano vierhandig) - 1950
- Sonatine (piano vierhandig) - 1950
- Concert românesc (orkest) - 1951
- Musica ricercata (piano) - 1951–1953
- Métamorphoses nocturnes (Strijkkwartet nr. 1) - 1953
- 2 liederen: Nacht en Morgen (koor a capella) - 1956
- Chromatische Phantasie (piano) - 1956
- Artikulation (elektronisch) - 1958
- Apparitions (orkest) - 1958–1959
- Atmosphères (orkest) - 1961
- Trois bagatelles (piano) - 1961
- Volumina (orgel) - 1961-62
- Poème symphonique (100 metronomen) - 1962
- Aventures - Nouvelles Aventures (3 zangers en 7 instrumentalisten) - 1962 - 1965
- Fragment (kamerorkest) - 1964
- Requiem (soli, koor en orkest) - 1963–1965
- Celloconcerto (1966)
- Lux Aeterna (16-stemmig koor a capella) - 1966
- Lontano (orkest) - 1967
- Etude nr. 1, ‘Harmonies’ (orgel) - 1967
- 10 Stücke (blaaskwintet) - 1968
- Strijkkwartet nr. 2 (1968)
- Continuum (klavecimbel) - 1968
- Ramifications (12-stemmig strijkorkest) - 1968–1969
- Etude nr. 2, Coulée (orgel) - 1969
- Kammerkonzert (13 instrumenten) - 1969, rev. 1970
- Melodieën (orkest) - 1971
- Dubbelconcerto voor fluit, hobo en orkest - 1972
- San Francisco polyphony (orkest) - 1974
- Monument, Selbstportät, Bewegung (2 piano's) - 1976
- Rondeau (‘ein-Mann-Theater’) - 1976
- Trio voor viool, hoorn en piano - 1982
- Drei Phantasien nach F. Hölderlin (koor a capella) - 1982
- Études pour piano, Premier livre - 1985
- Études pour piano, Deuxième livre - 1988–1994
- Pianoconcerto - 1986
- Nonsense Madrigals 1–6 (6 stemmen) - 1988–1993
- Vioolconcerto - 1990
- Mysteries of the macabre (trompet en ensemble) - 1992
- Altvioolsonate - 1994
- Hamburg Concerto voor solo hoorn en kamerorkest met 4 obligato natuurhoorns - 1998-99, rev. 2003
- Síppal, dobbal, nádihegedűvel: Weöres Sándor verseire (2000)
- Études pour piano, Troisième livre - 1995-2001

## Publicaties
- 'Pierre Boulez', Die Reihe, IV (1958)
- 'Wandlungen der musikalischen Form', Die Reihe, VII (1960)
- 'Zustände, Ereignisse, Wandlungen', Melos (1967), blz. 165–169;
- Three aspects of New Music (1968; met Witold Lutosławski en I. Lidholm)
- 'Fragen und Antworten von mir selbst', Melos (1971), blz. 509–516;
- 'Musik und Technik', in: Batel, kleinen, qunter en Salbert; Computermusik (Laaber, 1987).

## Prijzen
- Grawemeyer Award for Music Composition (Etudes for Piano) (1986)
- Balzan Prijs (1991)
- Rolf Schock-prijs voor Muziek (1995)
- Kyoto Award (2001)
- Polar Music Prize (2004)